# Луї Астон Найт
Луїс Астон Найт (англ. Louis Aston Knight; 1873—1948) — американський художник французького походження, відомим своїми картинами пейзажів. Одну з його картин, «Післясвітіння», у 1922 році придбав президент США Воррен Гардінг, щоб повісити її в Білому домі.

## Біографія
Астон Найт, син Деніела Ріджвея Найта та Ребекки Морріс Вебстер Найт, народився в Парижі в 1873 році. Виріс у Європі та отримав раннє навчання у свого батька. Пізніше він продовжив навчання у Тоні Робер-Флорі та Жюля Лефевра.
Астон Найт виставив свою першу роботу в Паризькому салоні в 1894 році і продовжував виставлятися там протягом усього свого життя, отримавши почесну відзнаку в 1901 році, золоту медаль третього ступеня в 1905 році та золоту медаль другого ступеня в 1906 році. Його улюбленими темами були котеджі та сади в містах навколо його будинку в Бомон-ле-Роже. Він був відомий своєю здатністю передавати «прозорість, відблиски та рухи води».
Він одружився з Керолайн Ріджвей Брюстер у будинку сенатора штату Джозефа Шермана Фрелінгуйсена старшого в Рарітані, штат Нью-Джерсі, у 1907 році. У них було двоє синів, Ріджвей Брюстер Найт і Джордж Вільям Найт, і дочка Дайан Найт Тодд, чий дитячий будиночок був частим сюжетом картин Найта. У 1927 році він отримав звання офіцера Почесного легіону, найвищої нагороди у Франції.
Його рекорд на аукціоні «Котедж вздовж річки» в Сотбіс, Нью-Йорк 30 листопада 2005 року, склав 108 000 доларів. Картина була придбана Rehs Galleries, Inc., Нью-Йорк, і назва була виправлена на Beaumontel (як написано художником на реверсі).